# Alec Templeton
Alec Templeton (ur. 4 lipca 1910 w Cardiff, zm. 28 marca 1963 w Greenwich) – walijsko-amerykański pianista, kompozytor jazzowy i satyryk.

## Życiorys
Alec Templeton urodził się 4 lipca 1910 roku. Był niewidomy od urodzenia. Przybył do Stanów Zjednoczonych w 1935 roku. Uczęszczał do Worcester College of Music w Anglii. Wyjechał na trasę koncertową, a następnie dołączył do zespołu jazzowego Jacka Hiltona. Zmarł 28 marca 1963 roku mając 52 lata. Posiada swoją gwiazdę na Hollywoodzkiej Alei Gwiazd.